# Białopole (Bogatynia)

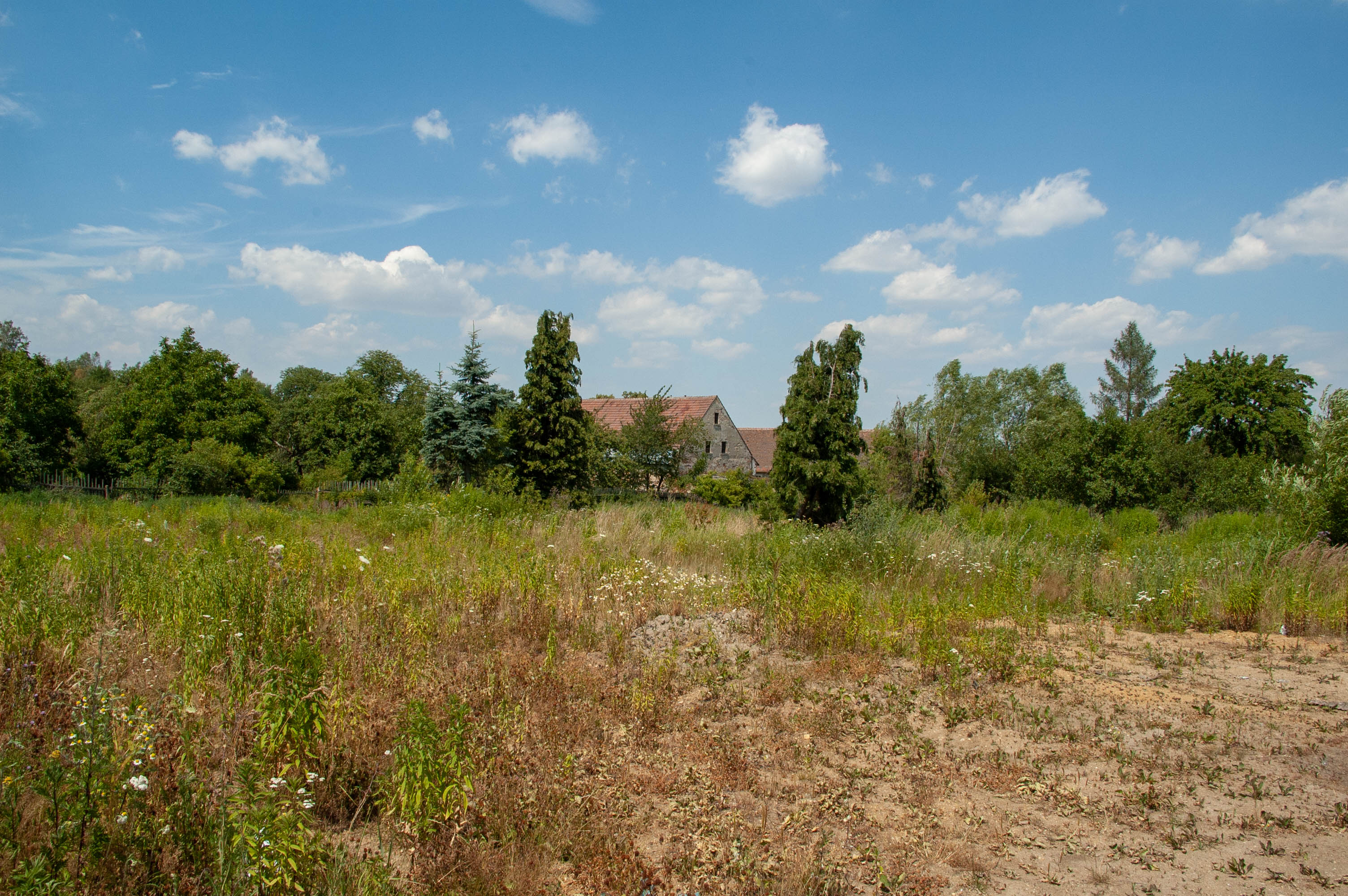
Białopole

Ausschnitt aus dem Meilenblatt

Białopole (deutsch Sommerau) ist ein polnisches Dorf mit circa 130 Einwohnern in der Gemeinde Bogatynia im Powiat Zgorzelecki der Woiwodschaft Niederschlesien.

## Geographische Lage
Die Ortschaft liegt zwischen Sieniawka und Opolno Zdrój und gehört zur Gmina Bogatynia. Im Norden wird sie durch den Tagebau  Turów und im Süden durch die über den Heideberg (tschech. Vřesový vrch) verlaufende Landesgrenze mit Tschechien begrenzt.

## Geschichte
Der Ort wurde erstmals 1381 als Buschvorwerk erwähnt. Südöstlich des Buschvorwerks entstand eine weitere Ansiedlung, die wie das Buschvorwerk zur Herrschaft Oberullersdorf gehörte. Der kleine Ort, der den Namen Sommerau erhielt, besaß eine eigene Ortsgerichtsbarkeit. Gepfarrt waren die Sommerauer nach Reibersdorf. 1773 verkauften die Herren von Kyaw das Rittergut Oberullersdorf an die Einsiedel, die es mit der Standesherrschaft Reibersdorf vereinten. 1847 hatte Sommerau 218 Einwohner. Nach der Aufhebung der Grundherrschaften in Sachsen bildete Sommerau ab 1856 eine eigene Gemeinde in der Amtshauptmannschaft Zittau, während das Buschvorwerk Teil der Gemeinde Oberullersdorf wurde.
Im Wald westlich des Dorfes befand sich im 18. und 19. Jahrhundert eine Fichte von seltenem Wuchs. Die oberen Seitenäste des stark verbogenen Baumes hatten sich im Laufe der Jahre zu kleineren senkrechten Stämmchen entwickelt, so dass dieser stark an eine Harfe erinnerte. Die Sommerauer Harfe war ein beliebtes Ausflugsziel und Objekt künstlerischer Darstellungen, bis sie 1895 bei einem Unwetter umstürzte.
Während der Inflationszeit errichtete der Bauerngutsbesitzer Ewald Geißler auf seinem Hof ein großes Windrad, das den Strombedarf seiner Familie deckte. 1930 lebten 254 Einwohner in Sommerau, das damals aus 45 Häusern mit einem Gasthaus bestand. 1938 erfolgte die Einweihung eines Zollhauses an der Straße ins böhmische Kohlige, dessen Funktion nach der Annexion des Sudetenlandes überflüssig wurde und nach dem Krieg nie wieder durch den Zoll genutzt wurde.
Nach 1945 wurde der Ort polnisch und die deutschen Bewohner vertrieben. Mit der Tagebauerweiterung und dem Beginn des Abrisses von Rybarzowice, dessen letzten Gebäude am 25. Juli 2000 dem Braunkohletagebau zum Opfer fiel, wurde seit den 1980er Jahren die Verbindungsstraße von Zittau/Sieniawka nach Bogatynia südlich um die Grube verlegt und führt nun durch Białopole.